# Aichryson palmense
El gongarillo palmero o Aichryson palmense es una especie de planta tropical con hojas suculentas de la familia de las crasuláceas.

## Distribución geográfica
Aichryson palmense es un endemismo de las Islas Canarias.

## Descripción
Aichryson palmense es un endemismo palmero. Pertenece al grupo de especies herbáceas vellosas. Se diferencia por el filo de las hojas, que es más ancho cerca de la base. La planta está cubierta de pelos que tienen una punta glandular.

## Taxonomía
Aichryson palmense fue descrita por Webb ex Bolle y publicado en Bonplandia 7: 243. 1859.
Etimología
Ver: Aichryson
palmense: epíteto geográfico que alude su localización en la isla de La Palma, de la que es endémica esta especie.